# Zen Guerrilla
A Zen Guerrilla amerikai rockegyüttes volt. Zenéjükben a pszichedélia, a blues és a gospel elemei keveredtek.  Utóbbi két műfaj keverése inkább későbbi albumaik hangzására volt jellemző.

## Története
1991-ben alakultak meg a Delaware állambeli Newarkban. 1994-ben áttették székhelyüket San Franciscóba. Tagjai (Andy Duvall dobos, Marcus Durant énekes, Carl Horne basszusgitáros és Rich Millman gitáros) mind helyi, ismeretlen zenekarokban játszottak (Marcus Hook, The Gollywogs, No Comment, Stone Groove). Első nagylemezüket 1993-ban adták ki, a philadelphiai "Compulsiv Records" gondozásában, a többi albumukat viszont nagyrészt az Alternative Tentacles/Sub Pop kiadók jelentették meg. 2003-ban oszlottak fel.  2018-ban Wayne Kramer, az MC5 gitárosa bejelentette, hogy a "Kick Out the Jams" album ötvenedik évfordulójának megünneplése alkalmából világ körüli turnéra indul. A turnén közreműködik Kim Thayil, a Soundgarden gitárosa, Brendan Canty, a Fugazi dobosa, Billy Gould, a Faith No More basszusgitárosa és Marcus Durant, a Zen Guerrilla énekese.

## Diszkográfia
Nagylemezek
- Zen Guerrilla (1993)
- Invisible "Liftee" Pad/Gap-Tooth Clown (1997)
- Positronic Raygun (1998)
- Trance States in Tongues (1999)
- Shadows on the Sun (2001)
- Heavy Mellow (2002)

EP-k
- Creature Double Feature (1995)
- Invisible "Liftee" Pad (1996)
- Gap-Tooth Clown (1997)
- Plasmic Tears and the Invisible City (2002)